# 국제 전시 센터
국제 전시 센터(우크라이나어: Міжнародний виставковий центр)는 우크라이나 키이우에 위치한 컨벤션 센터로, 우크라이나에서 가장 크다.
2016년 9월 9일, 유로비전 송 콘테스트 2017의 주요 회장으로 사용될 것으로 발표되었다.